# Масти
Масти су велика група једињења растворљивих у органским растварачима, али не у води. Хемијски речено, масти су триглицериди, у ствари триестри глицерола и било које од масних киселина. У зависности од хемијског састава, могу бити у чврстом или течном стању на собној температури. Мада се речи уље, маст и липид често користе као синоними, таква употреба је погрешна, јер су масти у ствари подгрупа липида. Прецизније, оне уз воскове чине групу простих липида. Уље је, у прехрамбеном смислу, маст у течном агрегатном стању. Масти се од осталих липида издвајају према саставу и физичким особинама.
Све масти се категоришу у засићене и незасићене. Друге опет могу бити мононезасићене и полинезасићене, док се другом поделом деле на природне cis-масти и већином вештачке хидрогенизацијом настале trans-масти. Засићене масти су у чврстом агрегатном стању и у њиховим молекулима су све везе једноструке, док у незасићеним има и двоструких веза. Потребно је имати у виду да су масти ограничена група једињења и да, како је већ напоменуто, обухватају само триглицериде. Дакле, у ову групу не спадају остали липиди као што су холестерол и слични, иако се то често погрешно претпоставља, што је једна од последица мешања значења термина липид и маст.
У исхрани, биологији и хемији, маст обично означава било који естар масних киселина, или мешавину таквих једињења, најчешће оних која се јављају у живим бићима или у храни. Израз се често посебно односи на триглицериде (трострукe естрe глицерола), који су главне компоненте биљних уља и масног ткива код животиња; или, још уже, на триглицериде који су чврсти или получврсти на собној температури, дакле искључујући уља. Термин се такође може користити шире као синоним за липидe — сваку супстанцу од биолошке важности, која се састоји од угљеника, водоника или кисеоника, која је нерастворљива у води, али растворљива у неполарним растварачима. У том смислу, поред триглицерида, термин би укључивао неколико других типова једињења као што су моно- и диглицериди, фосфолипиди (као што је лецитин), стероли (као што је холестерол), воскови (као што је пчелињи восак) и слободне масне киселине киселине, које су обично присутне у људској исхрани у мањим количинама.
Масти су једна од три главне групе макронутријената у људској исхрани, заједно са угљеним хидратима и протеинима, и главним компонентама уобичајених прехрамбених производа као што су млеко, путер, лој, маст, слана свињетина и уља за кување. Масти су превасходни и густи извор енергије хране за многе животиње, и играју важне структурне и метаболичке функције у већини живих бића, укључујући складиштење енергије, хидроизолацију и топлотну изолацију. Људско тело може произвести потребну маст из других састојака хране, осим неколико есенцијалних масних киселина које морају бити укључене у исхрану. Масти из исхране су такође носиоци дела састојака укуса и ароме и витамина који нису растворљиви у води.

## Хемија
Постоји много врста масти, али свака је у ствари варијација исте хемијске структуре. Све масти састоје се од масних киселина и глицерола. Такви молекули се називају триацилглицеролима, односно триглицеридима. Настају реакцијом која се назива естерификација, а при којој се створи триестар глицерола (естар чије молекуле награђује реакција карбоксилне киселине и органског алкохола). Сем са глицеролом, масна киселина може реаговати са базом, натријум-хидроксидом, на пример, и тако наградити сапун.
Илустративно говорећи, када би се углови везе овог ланца исправили, молекул би попримио облик великог слова Е. Према тој илустрацији, три краће, хоризонталне црте овог слова биле би масне киселине, док би највећа, вертикална црта био алкохол глицерол. Према том облику се ова веза назива естарском.
Особине сваког молекула масти зависе од особина масних киселина које га граде. Различите масне киселине имају различит број атома угљеника и водоника, као и различите типове везе. Атоми угљеника у овој структури имају улогу држаоца везе и формирају ланац са вијугавом, цикцак грађом. Што више угљеника има, то је ланац дужи, те се лакше остварује Ван дер Валсова веза и повисује тачка топљења. Масти са дугачким масним киселинама такође имају већу енергетску вредност (пропорционално са запремином).

### Засићеност
Мада је глицерол увек исти, масне киселине могу имати другачији однос броја атома угљеника и водоника. Када све три киселине имају формулу , маст створена од њих је засићена. Вредност n обично је од 13 до 17. Сваки атом угљеника у вези је засићен, што значи да је ковалентном везом повезан са највећим могућим бројем водоника. Општа формула за киселине које садрже мононезасићене масти је . Оне имају једну двоструку везу унутар угљениковог ланца. Ако постоји више двоструких веза, формула масне киселине је . То су полинезасићене масти. Све незасићене масти могу се трансформисати у засићене хидрогенизацијом. Тако се, на пример, производи маргарин за људску употребу.
Засићеност и незасићеност даје мастима различите особине. Оне које имају двоструке везе имају мање енергије у односу на запремину. Примера ради, незасићено и течно јестиво уље заузима више простора од коцке збијеног и чврстог путера. Такође, незасићене масти у уљу имају ниску тачку топљења у поређењу са засићенима у путеру.

### Изомерија
Двоструке везе незасићених масти имају двојак начин организације. Ти начини се стручно називају изомерима, а сама појава изомеријом или изомеризмом. Конкретан случај се најпрецизније описује као cis/trans изомерија, тј. геометријски изомеризам. Изомер са оба дела ланца на истој страни двоструке везе сматра се уобичајеним, тј. цисизомером. Онај са деловима ланца на различитим странама двоструке везе назива се трансизомером.
Највећи део трансизомера се производи за тржиште, јер су они ретки у природи. Масти изграђене од њих називају се trans-мастима, док су насупрот њих cis-масти. Цисизомер смањује међумолекулске силе међу незасићеним мастима и спречава њихову пасивност. Стога оне тешко прелазе у чврсто стање, а лако се разлажу или метаболишу. Trans-масти, иако и даље незасићење, попримају све одлике засићених — у чврстом су агрегатном стању, пасивне су и згодне за употребу у исхрани.
Ипак, научно је доказана веза између trans-масти и повећаног ризика од коронарне болести срца. Ово се дешава зато што се након конзумирања ових масти повећава ниво лошег LDL холестерола, али и смањује концентрација доброг HDL холестерола. Актуелна је дебата како издвојити природне trans-масти од оних које је човек створио, али о томе не постоји научни консензус. Делимично хидрогенизована биљна уља треба разликовати од посебних уља насталих премештањем масне киселине са једног молекула триглицерида на други. То су интерестерификоване масти и користе се као безопасна замена за trans-масти.

## Биологија
Ова група молекула важна је за многе облике живота, у којима има и градивну и метаболичку улогу. Део су свакодневне људске исхране, али и оне осталих хетеротрофа. У организму, масти се разлажу ензимом липазом синтетисаном у панкреасу. Примери јестивих масних производа су животињска маст, рибље уље, путер и ги, као и егзотична китова маст. Они се добијају из млека и меса или поткожних делова животиња. Од биљака се добија јестиво уље, на пример, сунцокретово уље. Процесом хидрогенизације добија се чврсти маргарин.
Витамини А, Д, Е и К су у масти растворљиви витамини, што значи да могу бити сварени, апсорбовани и кроз организам преношени само ако су заједно са мастима. Врста масти су и есенцијалне масне киселине без којих људски живот није могућ. Такође, масти играју улогу у одржавању коже и косе здравима, заштити телесних органа, одржавању телесне температуре, и нормалној функцији ћелије. Као извор енергије, масти садрже око 37,8 килоџула, тј. 9 килокалорија енергије по граму. У телу се липазама разграђују, чиме се ослобађа глицерол, који затим јетра претвара у глукозу, примарни извор енергије. Постојање есенцијалних масних киселина значи да тело не може произвести све масти, већ да се поједине масти морају унети орално исхраном или на неки други начин, као и да је немогуће у потпуности избацити масти из исхране. Покушај неконзумирања супстанци из ове групе би могао довести до здравствених последица. Друге масти нису неопходне и само тело их може произвести.
Код људи и многих животиња, масти служе као извори енергије и као складишта енергије која је већа од онога што је телу тренутно потребно. Сваки грам масти када се сагори или метаболише ослобађа око 9 прехрамбених калорија (37 kJ = 8,8 kcal).
Масти играју виталну улогу у одржавању здраве коже и косе, изолацији телесних органа од шока, одржавању телесне температуре и промовисању здраве функције ћелија. Маст такође служи као користан пуфер против мноштва болести. Када одређена супстанца, било хемијска или биотичка, достигне небезбедне нивое у крвотоку, тело може ефикасно да разблажи — или бар да одржи равнотежу — штетне супстанце тако што их складишти у новом масном ткиву. Ово помаже у заштити виталних органа, све док се штетне супстанце не могу метаболисати или уклонити из тела путем излучивања, мокрења, случајног или намерног пуштања крви, излучивања себума и раста длаке.

### Масно ткиво
Код животиња, кроз масно, односно адипозно ткиво тело чува метаболичку енергију током одређеног временског периода. У зависности од тренутног физиолошког стања организма, адипоцити складиште маст насталу прерадом оне у тело унесене исхраном, или је пак разлажу на масне киселине и глицерол, које шаљу у крвни систем. Према положају, масно ткиво може бити висцерално (налази се испод абдоминалног зида) или поткожно (било где под кожом, укључујући и област изнад абдоминалног зида). Under energy stress these cells may degrade their stored fat to supply fatty acids and also glycerol to the circulation. These metabolic activities are regulated by several hormones (e.g., insulin, glucagon and epinephrine). Adipose tissue also secretes the hormone leptin.
Висцералне масти, у српском језику познате и као стомачно сало, имају додатну улогу тако што производе управна једињења (хормоне), међу којима су и они који учествују у упалној реакцији. Један од њих је и резистин, који је повезан са гојазношћу, отпорношћу на инсулин, као и дијабетесом. Ипак, како су ово информације добијене релативно новим истраживањима, постоје и студије које оповргавају ове тврдње.
Телесна маст има улогу као корисна помоћ зараженим организмима. Понекад може доћи до појаве да количина одређене супстанце у крвотоку, било хемијске или биотичке, достигне превисок ниво. Како би ситуацију вратило на почетни стадијум, тело дотична једињења може ускладиштити у масно ткиво. До овога долази када су у питању једињења штетна по организам, па је потребно заштитити виталне органе док се она не избаце кроз екскрецију, мокрење, крварење, лучење себума, па чак и раст длака.

### Нутриционизам
Масти су липиди, једни од четири макромолекула, једињења најважнијих за живе организме. Као што, шире гледано, имају значајну биолошку улогу, такву улогу имају и у људској исхрани. Значај су извор енергије, јер садрже 9 килокалорија по граму, наспрам угљених хидрата и протеина са само 4 по истој маси.
Према Удружењу нутрициониста Немачке (Deutsche Gesellschaft für Ernährung) нормални унос масти за здравог човека је 30% укупних калорија. Према рачуници базираној на конзумирању 2400 до 3200 килокалорија дневно, то је отприлике 80 до 100 грама дневно, а око 560 грама масних једињења недељно. Ова препорука важи за особе са неактивним начином живота.
Ова препорука не укључује trans-масти са доказаним штетним дејствима. У људској крви, ниво масти (триглицерида) мери се заједно са холестеролом. Што се тиче триглицерида, према нивоу њих у крви резултати су следећи (потребно је узети у обзир и да доле дате граничне вредности варирају од лабораторије до лабораторије као и од особе до особе):
- препоручљиво: мање од 150mg/dL (8,5mmol/l)
- гранично висок: 150—199mg/dL (8,5—11mmol/l)
- висок ниво: 200—499mg/dL (11—28mmol/l)
- веома висок: више од 500mg/dL (28mmol/l)

## Остале области
Изучавање масти
Мада првенствено имају биолошку улогу и хемијске одлике, масти се од давнина користе у разне сврхе. Као хемијска једињења, први их је проучавао Мишел Ежен Шеврел. Стручност овог француског хемичара били су липиди уопштено, о којима је издавао многе радове. Истраживања масти и масних киселина као подгрупа липида започео је 1823. Његов рад прате студије Хајнриха Вилхелма Хајнца о палмитинској и стеаринској киселини.
Уље у сликарству
Уље уметници користе на више начина. Прва је употреба уља као везивне материје у боји. Масно једињење везује обојен пигмент и ствара уљане боје. Та врста ликовног стваралаштва назива се уљана техника, обично уље на картону или платну. Нека од најпознатијих уметничких дела рађена су на овај начин. Између осталих, Мона Лиза ренесансног сликара Леонарда да Винчија израђена је уљаном техником на дрвеној плочи од тополе. На исти начин, користећи везивна својства, прави се и лак за премазивање дрвета. У ове сврхе, дакле, служи течна биљна маст.
Пресретач масти
Масти нису растворљиве у води и стога се одлажу, тј. бацају у рециклирају на посебан начин. Справе које спречавају да масти и уља прођу у канализациони систем називају се пресретачи масти. Њих користе велики ресторани који пржењем у дубоком уљу производе велике количине након неког времена неупотребљивог уља. Пресретачи купе уље, које касније може бити бачено у смеће или рециклирано претварањем у биодизел.

## Производња и прерада
Различите хемијске и физичке технике се користе за производњу и прераду масти, како у индустрији тако и у приватним или кућним условима. То укључује:
- Пресовање ради издвајање течних масти из воћа, семена или алги, нпр. маслиново уље из маслина[32]
- Екстракција растварачем попут хексана или суперкритичног угљен-диоксида[33][34][35][36]
- Топљење масти у масном ткиву,[37] нпр. при производњи лоја, свињске масти, рибљег уља и китовог уља
- Мешање млека за производњу путера
- Хидрогенација за повећање степена засићености масних киселина[38][39][40][41][38]
- Интерестерификација, преуређење масних киселина у различите триглицериде[42][43][44]
- Винтеризација ради уклањања компоненти уља са вишим тачкама топљења[45][46]
- Бистрење путера[47][48]

## Метаболизам
Липаза панкреаса делује на естарску везу, хидролизујући везу и „ослобађајући” масну киселину. Кад су у облику триглицерида, дуоденум не може апсорбовати липиде. Масне киселине, моноглицериди (један глицерол, једна масна киселина) и неки диглицериди се апсорбују у дуоденуму, након што се триглицериди разграде.
У цревима, након лучења липаза и жучи, триглицериди се деле на моноацилглицерол и слободне масне киселине у процесу који се назива липолиза. Они се затим премештају у апсорптивне ћелије ентероцита које облажу црева. Триглицериди се поново граде у ентероцитима из њихових фрагмената и пакују заједно са холестеролом и протеинима да би формирали хиломикроне. Они се излучују из ћелија и сакупљају у лимфном систему и транспортују до великих судова у близини срца пре него што се мешају у крв. Разна ткива могу ухватити хиломикроне, ослобађајући триглицериде који ће се користити као извор енергије. Ћелије јетре могу да синтетишу и складиште триглицериде. Када су телу потребне масне киселине као извор енергије, хормон глукагон сигнализира разградњу триглицерида помоћу липазе осетљиве на хормоне како би се ослободиле слободне масне киселине. Пошто мозак не може да користи масне киселине као извор енергије (осим ако се не претвори у кетон), глицеролна компонента триглицерида може се претворити у глукозу, путем глуконеогенезе претварањем у дихидроксиацетон фосфат, а затим у глицералдехид 3-фосфат, за мождано гориво када се разложи. Масне ћелије се из тог разлога такође могу разградити, ако су потребе мозга икада веће од потреба тела.
Триглицериди не могу слободно да прођу кроз ћелијске мембране. Посебни ензими на зидовима крвних судова звани липопротеинске липазе морају разградити триглицериде у слободне масне киселине и глицерол. Масне киселине затим могу да се унесу у ћелије преко протеина за транспорт масних киселина (FATP).
Триглицериди, као главне компоненте липопротеина веома ниске густине (VLDL) и хиломикрона, играју важну улогу у метаболизму као извори енергије и транспортери масти у исхрани. Они садрже више него двоструко више енергије (отприлике 9 kcal/g или 38 kJ/g) од угљених хидрата (приближно 4 kcal/g или 17 kJ/g).

## Нутритивни и здравствени аспекти
Најчешћи тип масти, у људској исхрани и већини живих бића, је триглицерид, естар троструког алкохола глицерола H(–CHOH–)
3H и три масне киселине. Молекул триглицерида се може описати као резултат реакције кондензације (конкретно, естерификације) између сваке од глицеролових –OH група и HO–  дела карбоксилне групе HO(O=)C− сваке масне киселине, формирајући естарски мост −O−(O=)C− са елиминацијом молекула воде H
2O.
Друге мање уобичајене врсте масти укључују диглицериде и моноглицериде, где је естерификација ограничена на две или само једну од –OH група глицерола. Други алкохоли, као што је цетил алкохол (преовлађујући у спермацетима), могу заменити глицерол. У фосфолипидима, једна од масних киселина је замењена фосфорном киселином или њеним моноестром. Предности и ризици различитих количина и типова масти у исхрани били су предмет многих студија и још увек су веома контроверзне теме.

### Есенцијалне масне киселине
Постоје две есенцијалне масне киселине (EFA) у људској исхрани: алфа-линоленска киселина (омега-3 масна киселина) и линолна киселина (омега-6 масна киселина). Одрасло тело може да синтетише друге липиде који су му потребни из ова два.